# Diffun

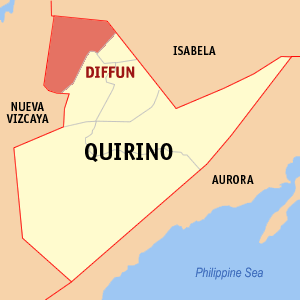
Bản đồ Quirino với vị trí của Diffun

Diffun là một đô thị hạng 3 ở tỉnh Quirino, Philippines. Theo điều tra dân số năm 2000, đô thị này có dân số 39.489 người trong 8.274 hộ.

## Barangay
Diffun được chia thành 33 barangay.
| - Andres Bonifacio (Pob.) - Aurora East (Pob.) - Aurora West (Pob.) - Baguio Village - Balagbag - Bannawag - Cajel - - Campamento - Diego Silang - Sittio Der-an - Don Mariano Perez, Sr. - Doña Imelda | - Dumanisi - Gabriela Silang - Gulac - Guribang - Ifugao Village - Isidro Paredes - Rizal (Pob.) - Liwayway - Luttuad - Magsaysay - Makate | - Maria Clara - Rafael Palma (Don Sergio Osm - Ricarte Norte - Ricarte Sur - San Antonio - San Isidro - San Pascual - Villa Pascua - Aklan Village - Gregorio Pimentel - Don Faustino Pagaduan |